# Enköpings församling
Enköpings församling är en församling i Upplands västra kontrakt i Uppsala stift. Församlingen ligger i Enköpings kommun i Uppsala län. Församlingen ingår i Enköpings pastorat.

## Administrativ historik
Församlingen bildades som stadsförsamling till Enköpings stad omkring 1300 genom en utbrytning ur Vårfrukyrka församling, före 1548 med namnet Sankt Ilians församling . Strax efter 1300 utbröts Sankt Olofs församling som 1548 återgick. År 1972 införlivades Vårfrukyrka församling.
Församlingen utgjorde under medeltiden ett eget pastorat för att därefter till 1972 vara moderförsamling i pastoratet Enköping och Vårfrukyrka. Från 1972 till 2014 utgjorde församlingen ett eget pastorat. Från 2014 ingår församlingen i ett utökat Enköpings pastorat efter att tidigare ingått i Enköpings kyrkliga samfällighet.

## Organister
| Ämbetstid | Namn                      | Levnadstid | Övrigt                     |
| --------- | ------------------------- | ---------- | -------------------------- |
| 1671      | Lorentz                   |            | Organist.                  |
| 1692–1695 | Nils Larsson Breman       | -1703      | Organist.                  |
| 1698–1706 | Nils Kylander             |            | Organist.                  |
| 1708–1718 | Petter Lämming            |            | Organist och tullskrivare. |
| 1719–1728 | Lars Sederberg            |            | Organist                   |
| 1729-1733 | Johan Lenning             |            | Organist                   |
| 1734–1735 | Mats ?                    |            | Organist                   |
| 1740      | Petter Tellberg           |            | Organist                   |
| 1736–1755 | Mathias Ternstedt         | 1705–      | Organist                   |
| 1796–1802 | Mathias Lundell           | 1778–      | Organist                   |
| 1824–1831 | Johan Erik Thelander      | 1786–      | Organist                   |
| 1942–1964 | Karl Eric Martin Ericsson | 1917–      | Organist.                  |

## Kyrkor
- Sankt Lars kyrka
- Vårfrukyrkan

Under medeltiden fanns i Enköpings två stadskyrkor, Sankt Olof, vilken numera är helt försvunnen, och Sankt Ilian. Sankt Ilian övergavs 1548 när Vårfrukyrkan blev stadskyrka. Sankt Ilians ruin från 1300-talet grävdes ut 1943-1946.